# チアジン
チアジン（英: Thiazines）は、硫黄と窒素を含む6員環の複素環式化合物。チアジンを含む化学物質は、染料や精神安定剤、殺虫剤などの原料となる。